# Hačava
Hačava (dawniej również  Vieska; węg. Falucska, Ájfalucska, Bodnárvágás; niem. Wagnerhau) – wieś (obec) na Słowacji położona w kraju koszyckim, w powiecie Koszyce-okolice. Pierwsze wzmianki o miejscowości pochodzą z roku 1409. 
Według danych z dnia 31 grudnia 2012, wieś zamieszkiwało 228 osób, w tym 112 kobiet i 116 mężczyzn.
W 2001 roku rozkład populacji względem narodowości i przynależności etnicznej wyglądał następująco:
- Słowacy – 69,29%
- Czesi – 0,41%
- Niemcy – 0,41%
- Romowie – 28,22%
- Rusini – 0,41%
- Węgrzy – 0,41%

Ze względu na wyznawaną religię struktura mieszkańców kształtowała się w 2001 roku następująco:
- Katolicy rzymscy – 5,39%
- Grekokatolicy – 83,82%
- Prawosławni – 0,41%
- Ateiści – 7,88%
- Nie podano – 2,49%